# Fools Gold
Fools Gold ist ein Lied der englischen Musikgruppe The Stone Roses. Es gilt als der bekannteste Song der Gruppe und eines der wichtigsten Songs der Madchester-Bewegung. Geschrieben wurde Fools Gold von John Squire und Ian Brown.
Ursprünglich war der Song als B-Seite von What The World Is Waiting For gedacht, die Single wurde dann aber wegen sehr vieler positiver Reaktionen zu Fools Gold als Doppel-A-Seite herausgebracht.
Im Vergleich zu den vorherigen melodiösen, gitarrenlastigen Songs der Stone Roses war Fools Gold mehr am Dance angelehnt und passte gut in das aufkeimende Madchester-Genre.
Fools Gold avancierte 1989 zum ersten Top-Ten-Hit der Stone Roses in den UK Top 40. Der Song erreichte später noch mehrfach die UK Top 40. Fools Gold wurde auf keinem offiziellen Studioalbum der Stone Roses veröffentlicht. Zu finden ist der Song auf der US-amerikanischen Version von The Stone Roses sowie den Compilations Turns into Stone, The Complete Stone Roses sowie The Very Best of The Stone Roses.

## Die Bedeutung des Lieds
Fools Gold ist die englische Bezeichnung für Katzengold. Gemäß einem Interview im britischen Magazin Melody Maker handelt der Song von Habgier.

## Chartplatzierungen
| Jahr | Hitparade                                  | Position  |        |
| ---- | ------------------------------------------ | --------- | ------ |
| 1989 | What The World Is Waiting For / Fools Gold | UK Top 40 | No. 8  |
| 1990 | What The World Is Waiting For / Fools Gold | UK Top 40 | No. 22 |
| 1995 | Fools Gold '95                             | UK Top 40 | No. 25 |
| 1999 | Fools Gold (1999 remix)                    | UK Top 40 | No. 25 |

## Veröffentlichungen

### 1989
7": [Silvertone ORE 13]
1. "Fools Gold 4.15" (4:15)
2. "What the World Is Waiting For" (3:55)

12": [Silvertone ORE T 13]
1. "Fools Gold 9.53" (9:53)
2. "What the World Is Waiting For" (3:55)

CD: [Silvertone ORE CD 13]
1. "Fools Gold 9.53" (9:53)
2. "What the World Is Waiting For" (3:55)
3. "Fools Gold 4.15" (4:15)

CD: [Silvertone ORE CD Z 13]
1. "Fools Gold" (The Top Won Mix!) (10:03)
2. "Fools Gold" (The Bottom Won Mix!) (7:00)

### 1990 wiederveröffentlicht
12" (gold vinyl): [Silvertone 1315-1-JD]
1. "Fools Gold 9.53" (9:53)
2. "What the World Is Waiting For" (3:55)
3. "Fools Gold" (4:15)

### 1995 wiederveröffentlicht
12": [Silvertone ORE T 71]
1. "Fools Gold 9.53" (9:53)
2. "Fools Gold (The Tall Paul Remix)" (7:21)
3. "Fools Gold (Cricklewood Ballroom Mix)" (4:16)

CD: [Silvertone ORE CD 71]
1. "Fools Gold 4.15" (4:15)
2. "Fools Gold 9.53" (9:53)
3. "Fools Gold (The Tall Paul Remix)" (7:21)
4. "Fools Gold (Cricklewood Ballroom Mix)" (4:16)

CS: [Silverton ORE C 71]
1. "Fools Gold 4.15" (4:15)
2. "Fools Gold (The Tall Paul Remix)" (7:21)

### 1999 wiederveröffentlicht
12": [Jive Electro 0523092]
1. "Fools Gold (Grooverider's Mix)" (6:36)
2. "She Bangs the Drums (Kiss My Arse Mix)" (4:02)
3. "Fools Gold (Rabbit In the Moon's Message To The Majors)" (8:24)

CD: [Jive Electro 0523092]
1. "Fools Gold (Grooverider's Mix - Edit)" (4:30)
2. "Fools Gold (Rabbit In the Moon's Message To the Majors)" (8:24)
3. "She Bangs the Drums (Kiss My Arse Mix)" (4:02)